# Howie Kendrick
Howard Joseph Kendrick (Jacksonville, Florida, 12 de julio de 1983), más conocido como Howie Kendrick, es un exjugador profesional estadounidense de béisbol que se desempeñó en la posición de segunda base en las Grandes Ligas de Béisbol (MLB). Logró obtener el premio MVP (jugador más valioso de la Serie de Campeonato de la Liga).

## Carrera
Kendrick jugó como profesional nueve temporadas en Los Angeles Angels (2006-2014), después pasó a Los Angeles Dodgers (2015-2016), luego a Philadelphia Phillies (2017), posteriormente a Washington Nationals, donde jugó cuatro temporadas (2017-2020), y fue el equipo en el que se retiró.

## Premios
Fue galardonado con el MVP (jugador más valioso de la Serie de Campeonato de la Liga) en una oportunidad (2019).